# Faculdade de Artes de Pristina

A Faculdade de Artes de Pristina (em albanês:  Fakulteti i Arteve në Prishtinë) é o centro integrado homônimo de artes da Universidade de Pristina no Kosovo, exclusivamente voltada à formação artística.

## História
A faculdade foi fundada em Pristina no ano de 1973 com o nome de Academia de Artes, no entanto, obteve o presente nome somente no ano de 1986. Estabelecida a 31 de julho de 1988. 

## Divisões
A faculdade é dividida em três departamentos:
- Departamento de Artes visuais (1973)
- Departamento de Artes Musicais (1975)
- Departamento de Artes cênicas (1989)

## Formações oferecidas
- Artes visuais: bacharelado, mestrado
- Artes musicais: bacharelado, mestrado
- Artes performativas: bacharelado, mestrado